# Sebastian Schmidtke

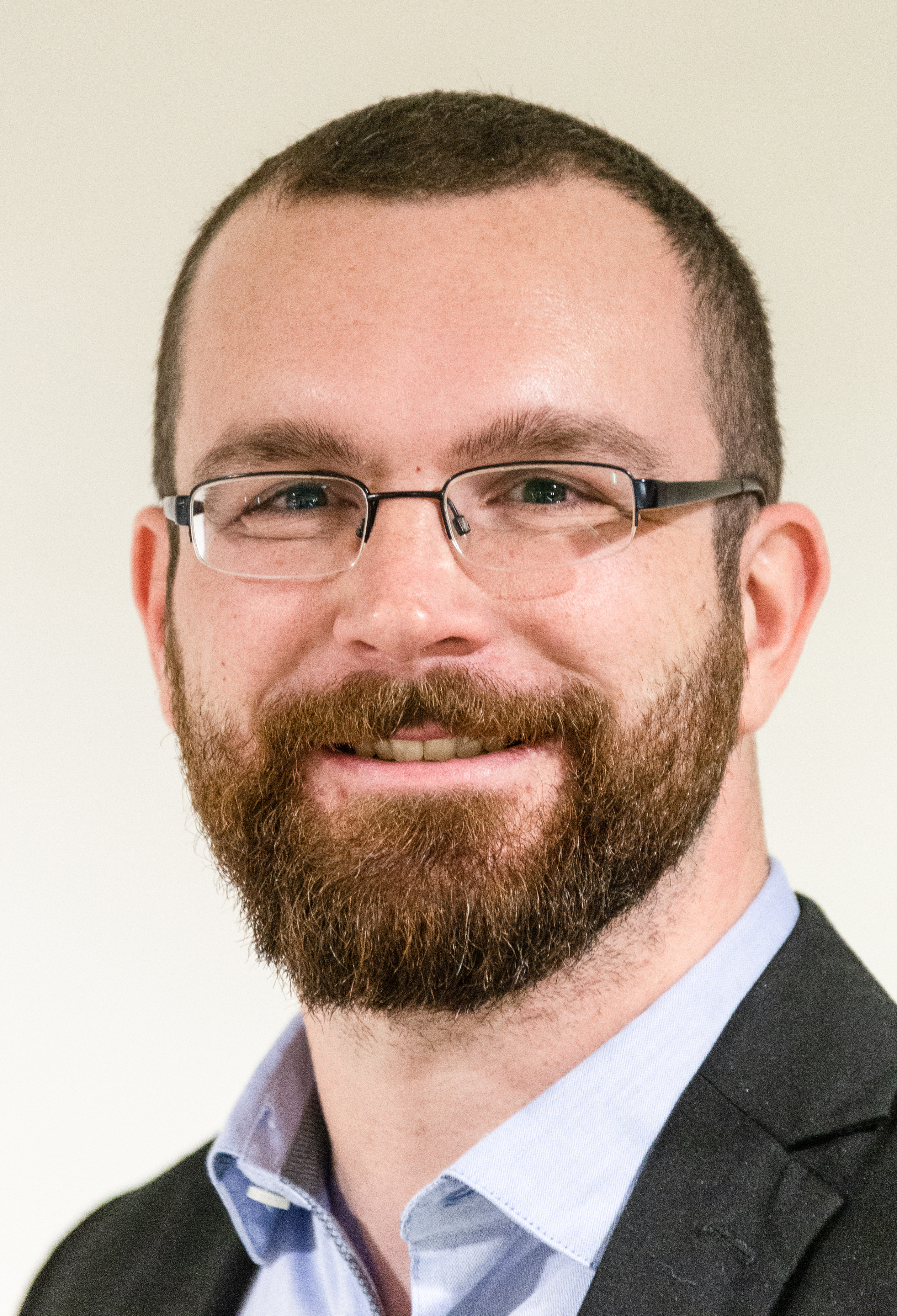
Sebastian Schmidtke, 2018

Sebastian Schmidtke (* 1985 in Strausberg) ist ein rechtsextremer deutscher Politiker der deutschen Kleinpartei Die Heimat (bis 2023 NPD). Aktuell ist er stellvertretender Parteivorsitzender. Er war zudem Aktivist der neonazistischen sogenannten Autonomen Nationalisten.

## Parteifunktionär
Sebastian Schmidtke war von 2010 bis 2012 stellvertretender Vorsitzender und vom 4. März 2012  bis zum 8. Oktober 2016 Vorsitzender des Berliner Landesverbandes der NPD. Seit 2010 ist er Mitglied des Bundesvorstands der NPD/HEIMAT in wechselnder Funktion als „Bundesorganisationsleiter“ oder während seines Vorsitzes in Berlin als Beisitzer des Landesverbandes.  Auf dem Bundesparteitag 2022 im hessischen Altenstadt wurde er zum stellv. Vorsitzenden gewählt. Im Jahr 2014 rückte er als Ersatz für Udo Voigt, der ins EU-Parlament wechselte, in die Bezirksverordnetenversammlung von Treptow-Köpenick nach. Zur Europawahl 2024 kandidierte er für die Heimat auf Listenplatz 5.

## Strafverfahren
Gegen Sebastian Schmidtke wurde im Januar 2013 ein Verfahren wegen versuchter gefährlicher Körperverletzung eingeleitet, nachdem er in Lingen (Ems) auf einen Gegendemonstranten eingeschlagen hatte. Dieses Verfahren wurde im November 2013 eingestellt mit der Auflage, 900 Euro an die Gesellschaft für christlich-jüdische Zusammenarbeit zu zahlen.
Schmidtke wurde am 4. Dezember 2013 vom Amtsgericht Berlin-Tiergarten zu acht Monaten Freiheitsstrafe wegen Volksverhetzung und Gewaltdarstellung verurteilt, nachdem die Polizei im März 2012 in dem damals von Schmidtke betriebenen Militarialaden Hexogen Rechtsrock-CDs mit strafbaren Inhalten gefunden hatte. Die Vollstreckung der Strafe wurde zur Bewährung ausgesetzt. Am 20. Januar 2016 hob das Landgericht Berlin das Urteil des Amtsgerichtes Berlin-Tiergarten vom 4. Dezember 2013 auf und sprach ihn vom Vorwurf der Volksverhetzung frei, verurteilte ihn jedoch zu einer Geldstrafe in Höhe von 1800 Euro wegen Verstoßes gegen das Jugendschutzgesetz.
Am 16. Mai 2014 wurde Schmidtke erneut vom Landgericht Berlin wegen Volksverhetzung verurteilt, da er 2011 die Schulhof-CD der NPD inhaltlich zusammengestellt und zur Herstellung gegeben hatte. Das Urteil lautete auf zehn Monate Freiheitsstrafe, die ebenfalls zur Bewährung ausgesetzt wurde.
Das Amtsgericht Berlin-Tiergarten verurteilte Schmidtke am 19. Mai 2014 zu drei Monaten Haft auf Bewährung. Schmidtke hatte eine eidesstattliche Versicherung abgegeben, nichts mit dem Netzwerk Nationaler Widerstand zu tun zu haben; das Gericht ging jedoch davon aus, dass dies nicht stimmt. Die entsprechende Anzeige wurde von Udo Wolf erstattet.
Im Januar 2017 wurde ein Verfahren wegen einer mutmaßlich während einer Kundgebung vor dem Landesamt für Gesundheit und Soziales Berlin begangenen Volksverhetzung vom Amtsgericht Berlin-Tiergarten ausgesetzt, um die Möglichkeit einer Verbindung mit einem weiteren anhängigen Verfahren wegen Volksverhetzung zu prüfen. Schließlich wurde der Fall im Juni 2018 doch separat verhandelt und Schmidtke wurde freigesprochen.
Im August 2017 wurde Schmidtke in einem Verfahren wegen versuchter Körperverletzung vom Amtsgericht Halle (Saale) freigesprochen.

## Sonstiges
Schmidtke war „über Jahre Aushängeschild des NW-Berlin (Nationaler Widerstand Berlin), sei es als Verantwortlicher im Sinne des Presserechtes, als Redner auf Veranstaltungen oder als Demonstrationsanmelder“ aufgetreten, bis dieser 2012 seine öffentlichen Aktionen einstellte.
Anlässlich der Operation Protective Edge teilte Schmidtke auf seiner Facebook-Seite mit, er solidarisiere sich „mit Palästina und dessen unterdrücktem Volk“, und forderte „Schluss mit dem Zionismus“.
Seit dem Jahr 2020 ist Schmidte auch als Webvideoproduzent im Survival-Bereich aktiv und präsentiert Themen wie Outdoor-Survival, Bushcraft und Notfallvorsorge auf seinem eigenen YouTube-Kanal "LebensART". In seinem Online-Shop vertreibt Schmidtke unter anderem Armbrüste und Survival-Ausrüstung sowie Produkte von Attila Hildmann, während dieser in seinem Telegram-Kanal für den Shop wirbt.